# Merlin Donald
Merlin Wilfred Donald (* 17. November 1939 in Montreal) ist ein kanadischer Psychologe, Neuroanthropologe und kognitiver Neurowissenschaftler (Kognitionspsychologie) der an der Case Western Reserve University und zuletzt an der Queen’s University lehrte. Donald ist bekannt für eine kulturanthropologische Position, die die evolutionären Prozesse mitberücksichtigt, indem er zeigt, dass für die Tätigkeit des sich entwickelnden Verstandes der Umgang mit symbolischer Information und Sprache wesentlich ist. Er ist auch als Vertreter der mimetischen Theorie der Sprachentstehung bekannt.

## Leben und Wirken
Donald erwarb seine universitären Abschlüsse sämtlich in Kanada, so 1960 seinen BA, am Loyola College in Montreal, dann 1962 seinen MA an der University of Ottawa. Im Jahre 1968 wurde er zum Ph.D. in Neuropsychologie von der McGill University promoviert. Nach drei Jahren akademischer Tätigkeit in einem Postdoc (englisch Postdoctoral Fellowships (PDF)) Studiengang
an der Yale School of Medicine und dem VA Medical Center, West Haven trat er im Jahre 1972 der Fakultät der Queen’s University in Kingston bei, wo er auch noch als emeritierter Professor universitäre Aufgaben innehat.
Im Herbst 2005 wurde Donald Gründungsvorsitzender der Abteilung für Kognitionswissenschaft an der Case Western Reserve University. Obgleich er als Vorsitzender dieser Abteilung in den Ruhestand getreten ist und wirkt er derzeit noch als außerordentlicher Professor an der Universität.
Er war auch Gastprofessor am University College London, Harvard, Stanford, der University of California in San Diego u. w. m. Ferner war er Visitor am Center for Advanced Studies in the Behavioral Sciences in Stanford, Kalifornien. Von 1994 bis 1996 erhielt er ein Killam Research Fellowship und ist Fellow der Canadian Psychological Association (1984) und der Royal Society of Canada (1995).
Donald ist verheiratet, mit seiner Ehefrau Thaís M. Donald, beide haben zwei Söhne.

## Wissenschaftliche Positionen
Eine zentrale These in seinen wissenschaftlichen Arbeiten ist, dass die menschliche Fähigkeit zum symbolischen Denken nicht aus der Evolution eines sprachspezifischen mentalen Moduls entstanden sei, sondern aus evolutionären Veränderungen des präfrontalen Cortex, der die exekutive Funktion des Primatengehirns beeinflusst hätte. Die verbesserten Aufmerksamkeits-, Metakognitiv- und Abruffähigkeiten, die sich aus diesen Veränderungen ergaben, versetzten die Hominiden deutlich besser in die Lage, mit sozialer Komplexität umzugehen als ihre übrigen Primatenvorfahren. Er kommt zu dem Schluss, dass nicht die kognitiven Anforderungen der Werkzeugherstellung oder die räumliche Kartierung der Umgebung die Gehirnerweiterung vorangetrieben haben, sondern das Wachstum der Größe der sozialen Gruppe, das größere Anforderungen an das Gedächtnis stellt.
In Donalds Darstellung liefen diese Veränderungen auf die Entwicklung einer völlig neuartigen kognitiven Strategie hinaus: eine Symbiose zwischen cerebralen Funktion bzw. Morphologie („Gehirn“) und Kultur. Das menschliche Gehirn, so argumentiert er, sei dafür ausgelegt, ausdrücklich in einer komplexen symbolischen Kultur zu funktionieren; es kann sein Potenzial nicht ausschöpfen, wenn es nicht in ein komplexes Netzwerk aus Kommunikation und symbolischer Repräsentation eingetaucht ist.
In seinem Werk „Origins of the Modern Mind“ (1991) schlägt er eine dreistufige Entwicklung der menschlichen, „symbolischen Kapazität“ durch die Kultur vor:
- Mimetische Kultur (englisch mimetic culture): Die Wendepunktanpassung, die es dem Menschen ermöglichte, als symbolische und kulturelle Wesen zu fungieren war eine revolutionäre Verbesserung der motorischen Kontrolle, der „mimetischen Fähigkeiten“, die erforderlich ist, um die Bewegungen des Körpers auf freiwillige und systematische Weise zu erproben und zu verfeinern, sich an diese Erfahrungen zu erinnern und sie willentlich zu reproduzieren. Im Anschluss an diese Entwicklung assimilierte und rekonzeptualisierte der Homo erectus die Ereignisse, um verschiedene vorsprachliche symbolische Traditionen wie Rituale, Tanz und handwerkliche Fähigkeiten zu entwickeln.
- Mythische Kulturen (englisch mythic cultures): sie entstanden durch den Spracherwerb und die Erfindung von Symbolen. Die mimetische Repräsentation dient als Voranpassung an diese Entwicklung.
- Technologiegestützte Kultur (englisch technology-supported culture): Letztlich hat sich die kognitive Ökologie, die von kurzlebiger Kommunikation oder Interaktion Mensch zu Mensch dominiert wird, für die meisten rezenten Menschen als Ergebnis von vorhandenen externen Gedächtnisspeichers, ermöglicht durch Lesen und Schreiben, verändert. Die Computertechnologie verstärkt diese Veränderungen, indem sie noch umfangreichere Kapazitäten für die externe Speicherung und den Abruf von Informationen bietet.

## Veröffentlichungen (Auswahl)
- Origins of the Modern Mind: Three stages in the evolution of culture and cognition.  Harvard, 1991, ISBN 0-674-64484-0.
- A Mind So Rare: The evolution of human consciousness. Norton, 2001, ISBN 0-393-32319-6.
- The mind considered from a historical perspective: human cognitive phylogenesis and the possibility of continuing cognitive evolution. In D. Johnson, C. Ermeling (Hrsg.) The Future of the Cognitive Revolution. Oxford University Press, Oxford 1997, S. 478–492.
- The Exographic Revolution: Neuropsychological Sequelae. In Lambros Malafouris, Colin Renfrew (Hrsg.): The Cognitive Life of Things: Recasting the boundaries of the mind.  McDonald Institute Monographs, Cambridge, UK  S. 71–79.
- The definition of human nature, in the context of modern neurobiology. In D. A. Rees, S. P. R. Rose (Hrsg.): The new brain sciences: Perils and prospects.  Cambridge University Press, Cambridge, UK 2004, 34–58.
- The slow process: A hypothetical cognitive adaptation for distributed cognitive networks. Journal of Physiology (Paris), 2007, 101:214–222.
- How culture and brain mechanisms interact in decision making. In Christoph Engel, Wolf Singer (Hrsg.): Better than conscious? Decision-making, the Human Mind, and Implications for institutions. The MIT Press, Cambridge, MA 2008, S. 191–225.
- A view from cognitive science. In D. Genten, V. Gerhardt, J.-C. Heilinger, J. Nida-Rümelin (Hrsg.): What is a human being? Berlin-Brandenburg Academy of Science, de Gruyter, Berlin 2008, S. 45–49.
- The sapient paradox: Can cognitive neuroscience solve it? Brain, December 2, 2008, [doi: 10.1093/brain/awn290]
- Cognitive Evolution and the Definition of Human Nature. Philosophy of Science Monographs, Morris Foundation, Little Rock, Arkansas 2000,
- The central role of culture in cognitive evolution: a reflection on the myth of the 'isolated mind'. In Larry Nucci (Hrsg.): Culture, Thought and Development. Lawrence Erlbaum Associates, 2000, S. 19–38.
- Preconditions for the evolution of protolanguages. In Ed. M. C. Corballis, I. Lea (Hrsg.): The Descent of Mind. Oxford University Press, Oxford 1999, S. 355–365.
- The Widening Gyre: Religion, Culture and Evolution. Science & Spirit, 10:2, 22–30, July/August 1999.
- Hominid enculturation and cognitive evolution. In C. Renfrew, P. Mellars, C. Scarre (Hrsg.): Cognition and Material Culture: the archaeology of external symbolic storage. The McDonald Institute for Archaeological Research, Cambridge, U.K. 1998, S. 7–17.
- Material Culture and Cognition: Concluding Thoughts. In C. Renfrew, C. Scarre (Hrsg.): Cognition and Material Culture: the Archaeology of Symbolic Storage. The McDonald Institute for Archaeological Research, Cambridge, U.K.  1998, S. 181–187.
- Mimesis and the Executive Suite: missing links in language evolution. In J. R. Hurford, M. Studdert-Kennedy, C. Knight (Hrsg.): Approaches to the Evolution of language: social and cognitive bases. Cambridge University Press, Cambridge, UK 1998, S. 44–67.
- Art and cognitive evolution. In: Mark Turner (Hrsg.): The Artful Mind: Cognitive Science and the Riddle of Human Creativity. Oxford University Press, Oxford 2006, ISBN 978-0-19-530636-1, auf uberty.org .